# Peter Stotijn
Peter Stotijn (Den Haag, 1 mei 1949) is een Nederlands contrabassist.
Hij is zoon van fagottist en dirigent Louis Stotijn en Hendrika Jacoba Tammerijn. Broers Ruud en Erik Stotijn zijn eveneens (deels) werkzaam in de muziekwereld. 
Peter Stotijn is getrouwd met verpleegkundige Petra van Doorn. Zoon Rick Stotijn werd contrabassist, dochter Christianne Stotijn mezzosopraan.
Peter studeerde aan het Haags Conservatorium, als ook bij Piet Swinkels. Hij was tussen 1972 en 2005 contrabassist in het Residentie Orkest. Hij maakte de overgang mee van het Congresgebouw (Prins Willem Alexanderzaal) naar de Dr. Anton Philipszaal. 
Hij werd in 2021 geïnterviewd voor het Algemeen Dagblad en constateerde dat Den Haag “maar weinig” geld overheeft voor de cultuursector. De nieuwe zaal voor het Residentie Orkest, Amare geheten, kostte maar een derde van de concertzalen in Hamburg en Düsseldorf (223 tegenover 600 miljoen euro). Hij was wel lovend over de akoestiek.
Peter was jarenlang docent contrabas aan het Conservatorium van Utrecht en het Conservatorium van Amsterdam (hij werd er opgevolgd door zijn zoon) met leerlingen zoals Wilmar de Visser (Nederlands Blazers Ensemble), Peter Leerdam, Arjen Leendertz en Julianna Vogel (Phion). Ook Stephan Wienjus leidde hij op; hij werd niet alleen bassist van het Radio Filharmonisch Orkest, maar ook basgitarist bij Het Goede Doel.  